# 东山中学
广东梅县东山中学，位于梅州市梅江区书山路，占地约三十三万平方米，全校分为初中部，高一校区（剑英校区），高二校区，高三校区（老校区），其中高中校区均设25～27个教学班（含美术特长生班），在校师生约5000人，校友遍布世界各地，具有广泛的影响力。

## 历史
1912年冬天，梅州临时议会根据当时的广东省军阀政府的命令将四所中学合并收为官办成立了梅州中学，并派来了守旧的官方校长黄道纯。黄道纯一上任就改变学校许多规矩，禁止学生进步活动，并歧视和排挤贫家子弟。原来的校长叶则愚、教师叶菊年和邓小楼等人筹办梅县私立中学，当时的叶剑英元帅联合100多名学生离开学校迁到梅城状元桥畔东山书院，不久在进步人士、学生家长、乡绅和爱国华侨的支持下在县城东山脚下建起新校东山中学，定名为梅州私立东山中学，即后来的广东梅州东山中学的前身。

## 杰出校友
叶剑英：中华人民共和国元帅。
叶选平：原全国政协副主席。

曾宪梓：全国人大常委。

## 校歌
《东山颂》是由东中校友，作曲家陈小奇为2003年4月1日广东梅州东山中学90周年庆典创作的歌曲。